# Maranchón
Maranchón è un comune spagnolo di 247 abitanti situato nella comunità autonoma di Castiglia-La Mancia.